# Selección femenina de fútbol americano de España
La selección femenina de fútbol americano de España es el equipo formado por jugadoras de nacionalidad española que representa a la Federación Española de Fútbol Americano en las competiciones internacionales organizadas por la Federación Internacional de Fútbol Americano.

## Resultados

### Campeonato Mundial Femenino de la IFAF de 2013
Después de una campaña de recaudación de fondos para llegar a su primer Mundial, en Vantaa (Finlandia), las españolas perdieron todos sus partidos sin anotar ningún punto.

### Campeonato Europeo Femenino de 2024
Tras una clara victoria sobre el conjunto sueco, el equipo español gana el Europeo y cierra el campeonato con un invicto.
Siendo este el primer título de la FEFA (Federación Española de Fútbol Americano).